# لی شو-جین
لی شو جین (به انگلیسی: Li Shujin) زاده ۱ اوت ۱۹۸۲ است. او کشتی گیر کشور چین است.